# Journal of Monetary Economics
O Journal of Monetary Economics é um jornal académico revisado por pares que cobre pesquisas em macroeconomia e economia monetária. É publicado pela Elsevier e foi criado em outubro de 1973 por Karl Brunner e Charles I. Plosser. A partir de 2002 foi fundido com a Carnegie-Rochester Conference Series on Public Policy. A última série foi criada em 1976 e foi publicada de forma independente, originalmente pela North-Holland Publishing Company, agora uma marca da Elsevier. De acordo com o Journal Citation Reports, o jornal teve um factor de impacto de 1,726 em 2014. Desde 2014 os seus editores são Urban Jermann e Yuriy Gorodnichenko. É amplamente considerado como um dos jornais académicos de economia de maior prestígio e consistentemente classificado como um dos 10 primeiros entre todos os jornais de economia.